# Uroš Čarapić
Uroš Čarapić (in serbo Урош Чарапић?; Čačak, 24 settembre 1996) è un cestista serbo.